# Good to Know
Good to Know je čtvrté studiové album americké zpěvačky JoJo. Vyšlo 1. května 2020 pod vydavatelstvím Warner Records a pod vlastním vydavatelstvím JoJo Clover Records. Album obsahuje prvky žánru R&B. Album obsahuje v standardní edici celkem 9 skladeb a ve fyzické verzi ještě další 2. JoJo se textařsky podílela na všech písních. Akustická verze alba vyšla 10. července 2020. Deluxe verze alba vyšla 28. srpna 2020.

## Název
21. února 2020 JoJo odhalila, že album s názvem Good to Know je naplánováno k vydání na jaře roku 2020. „Album jsem pojmenovala Good to Know, protože všechno, co jsem se v posledních letech naučila - každá zpětná vazba, kritika, ať už je to cokoli - jsou to jen informace. A dobré! Měla jsem štěstí, že jsem měla prostor přemýšlet o své dosavadní cestě, a doufám, že se lidé mohou utěšit v tom, že nejsem nikde blízko dokonalosti a nikdy nebudu nic cukrovat. Všichni neustále žijeme a učíme se a to je důvod, proč je tento život tak zábavný.“ řekla o album JoJo.

## Deluxe verze alba
Deluxe verze alba vyšla 28. srpna. JoJo původně plánovala zahrnout na tuto verzi alba spolupráci s kanadským rapperem Tory Lanezem, ale před vydáním alba vyšlo najevo, že rapperka Megan Thee Stallion utrpěla střelná zranění od rappera. JoJo nakonec na albu zahrnula sólovou verzi jejich písně Comeback. Deluxe verze alba nabízí remix písně Lonely Hearts s Demi Lovato a 5 nových písních jako například píseň What U Need nebo Love Reggae se zpěvačkou Tinashe.

## Seznam skladeb

### Standardní digitální verze
| Pořadí | Název                              | Délka |
| ------ | ---------------------------------- | ----- |
| 1.     | So Bad                             |       |
| 2.     | Pedialyte                          |       |
| 3.     | Gold                               |       |
| 4.     | Man                                |       |
| 5.     | Small Things                       |       |
| 6.     | Lonely Hearts                      |       |
| 7.     | Think About You                    |       |
| 8.     | Comeback feat. Tory Lanez a 30 Roc |       |
| 9.     | Don't Talk Me Down                 |       |